# Армейский славянский язык

Расселение славян в Австро-Венгрии, 1910 год. Темно-зеленый: славяне, светло-зеленый: не-славяне.

Армейский славянский язык (нем. Armeeslavisch, Armeeslawisch, Armee-Slavisch, Armee-Slawisch) — упрощенный язык из около 80 основных слов, главным образом, чешского происхождения. Язык был создан для устранения языковых барьеров в армии Австро-Венгрии и использовался до конца Первой мировой войны.
Этот специализированный язык был создан из-за того, что половина военнослужащих была набрана из славяноязычных регионов и не говорила на немецком или венгерском. Всего в Австро-Венгрии было 11 официальных языков. Хотя солдат старались группировать по языку, существовали смешанные языковые военные части, где, таким образом, существовала проблема коммуникации.